# Hrvatski geografski glasnik
Hrvatski geografski glasnik znanstveni je časopis Hrvatskog geografskog društva. Časopis je 1929. godine pokrenuo Artur Gavazzi, koji je postao prvi urednik časopisa. Hrvatski geografski glasnik tako je postao prvi hrvatski specijalizirani znanstveni geografski časopis. Časopis je u početku objavljivala nekolicina entuzijasta koji su djelovali u okviru Geografskog odsjeka Hrvatskog naravoslovnog društva.
Prvi broj časopisa objavljen je 1929. godine, te nastavlja izlaziti do 1939. godine. U tom je razdoblju objavljeno deset brojeva od kojih je prvih sedam uredio dr. Artur Gavazzi, a preostala tri izašla su kao trobroj pod uredništvom dr. Otta Spitza i dr. Ive Rubića. Ponovo počinje izlaziti od 1950. pod nazivom Geografski glasnik sve do 1996. godine. Od 1997. godine vraćen je prvotni naziv pod kojim izlazi danas.
Trenutačno Hrvatski geografski glasnik izlazi dvaput godišnje, a teme koje se objavljuju pokrivaju polje prirodnih znanosti, područje geoznanosti i polje društvenih znanosti, područje socijalne geografije i demo(geo)grafije.
Hrvatski geografski glasnik objavljuje rezultate izvornih teorijskih i empirijskih istraživanja te pregledne članke iz svih geografskih disciplina. Poseban naglasak daje se člancima koji obrađuju prostor Hrvatske. U pravilu se objavljuju članci pisani hrvatskim ili engleskim jezikom, a sažeci su na engleskom ili francuskom jeziku. Časopis registriraju ili referiraju: CAB Abstracts, Current Geographical Publications, Geobase, Sage Urban Studies Abstracts.

## Vanjske poveznice
- Službene stranice časopisa Hrvatski geografski glasnik
- Pregled svih brojeva Hrvatskog geografskog glasnika sa sadržajem pojedinih brojeva